# NGC 3184
إن جي سي 3184 مجرة حلزونية في اتجاه كوكبة الدب الأكبر على بعد 40 مليون سنة ضوئية من الأرض. وتحتوي منطقتي هيدروجين II
في 9 ديسمبر عام 1999 تم رصد مستعر أعظم نوع 2 في المجرة . و في 31 مايو 2010، رصد الفلكي الياباني كويتشي اتاكي مستعر آخر أطلق عليه SN 2010dn . وقد يكون هذا الحدث سببه انفجار متغير أزرق شديد الضياء.

## وصلات خارجية
- Nemiroff، R.؛ Bonnell، J.، المحررون (20 سبتمبر 2000). "Spiral Galaxy NGC 3184". صورة اليوم الفلكية. ناسا.
- Spiral Galaxy NGC 3184 & Supernova 1999gi (20-inch F/8.1 Ritchey Chretien Cassegrain)
- Supernova 1999gi in NGC 3184 (supernovae.net)
- Discovery image of SN2010dn (2010-05-31 mag 17.5) / Wikisky DSS2 and SDSS zoom-in of the same region